# LTT 1445 Ab
LTT 1445 Ab ist ein extrasolarer Planet im Sternbild Eridanus, der 22,5 Lichtjahre vom Sonnensystem entfernt ist. Er wurde 2019 mit dem Weltraumteleskop TESS entdeckt und umkreist die Hauptkomponente (LTT 1445 A) eines Dreifachsternsystems, das aus drei Roten Zwergen besteht und seinerseits die enge Doppelkomponente LTT 1445 B und LTT 1445 C umkreist.

## Eigenschaften

### Sternensystem
Der Mutterstern ist ein Roter Zwerg vom Spektraltyp M. Seine Oberflächentemperatur beträgt 431 K, und seine Metallizität liegt bei etwa 46 % derjenigen der Sonne. Das Paar BC besteht aus zwei sehr nahe beieinander liegenden Sternen, die zusammen die vierfache Erdmasse besitzen. Dies führt dazu, dass die Komponente A, obwohl sie einzeln der Hauptstern ist, um das Massenzentrum des Systems kreist, das näher beim Paar BC liegt. Unter Berücksichtigung des Winkelabstands von 5", was in dieser Entfernung 34 AE entspricht, wird die Umlaufzeit von A auf etwa 250 Jahre geschätzt, während B und C einander in 36 Jahren umkreisen.

### Planet
Der Planet umkreist seinen Stern in 5,36 Tagen in einer durchschnittlichen Entfernung von 5,7 Millionen Kilometern. Er hat den 1,34-fachen Erdradius und die 2,37-fache Erdmasse – Eigenschaften, die darauf hindeuten, dass es sich um eine Supererde mit felsiger Oberfläche handelt. Aufgrund seiner Nähe zum Stern empfängt er etwa 5,6-mal mehr Strahlung als die Erde von der Sonne, was zu einer recht hohen Oberflächentemperatur führt. Aus demselben Grund befindet er sich wahrscheinlich in einer gebundenen Rotation, wobei er dem Mutterstern stets dieselbe Hemisphäre zuwendet.
Die Umlaufbahnen des Planeten um die Komponente A und jener um das Paar BC scheinen komplanar zu sein, daher sollten – so wie der Planet vor seinem Stern transitiert – auch diese sich gegenseitig verdecken.

## Notiz
1. ↑  Discovery Alert: Rocky Planet Swelters Under Three Red Suns. NASA, 20. August 2019 (englisch).
2. ↑  Planet LTT 1445A b. In: exoplanet.eu. (englisch).
3. 1 2  Three Red Suns in the Sky: A Transiting, Terrestrial Planet in a Triple M Dwarf System at 6.9 Parsecs. (PDF) In: arxiv.org. 25. Juli 2019 (englisch).